# اسپلیت ۱۲۵۱۲
سیارک ۱۲۵۱۲ (به انگلیسی: 12512 Split، نامگذاری:1998HW7) دوازده هزار و پانصد و دوازدهمین سیارک کشف شده‌است که در ۲۱ آوریل ۱۹۹۸ کشف شد.
قدر مطلق سیارک برابر ۱۶.۲ است.